# Devis Dori
Devis Dori (Treviglio, 27 dicembre 1979) è un politico italiano.

## Biografia
Dopo aver conseguito il diploma di maturità classica nel 1998, si laurea in giurisprudenza all'Università degli Studi Milano-Bicocca nel 2003 e consegue il diploma accademico in Pianoforte al Conservatorio nel 2005.
Dopo il superamento dell'esame di abilitazione all'esercizio della professione forense, nel 2008 si iscrive all'Albo degli Avvocati. Ha conseguito un Master universitario di II livello in Mediazione penale minorile.
Durante gli studi universitari viene eletto Consigliere Nazionale della Federazione Universitaria Cattolica Italiana.
È stato cultore della materia in Legislazione penale minorile presso l'Università degli Studi di Napoli Federico II.
Iscritto alla "Società Italiana degli Autori ed Editori" (SIAE), sezione autori DOR (Opere Drammatiche e Radiotelevisive), nel marzo 2022 pubblica con l'editore Echos la sua prima opera teatrale, intitolata "Polvere e inchiostro".  
Ha scritto la prefazione di "Andrea, oltre il pantalone rosa" di Teresa Manes, edizione 2023, Graus Edizioni, da cui è stato tratto il film "Il ragazzo dai pantaloni rosa".

### Attività politica
Alle elezioni politiche del 2018 viene candidato alla Camera dei deputati, tra le liste del Movimento 5 Stelle nel collegio plurinominale Lombardia 3 - 02, risultando eletto deputato. Nel corso della XVIII legislatura della Repubblica ha fatto parte della 2ª Commissione Giustizia e della 14ª Commissione Politiche dell'Unione europea, dov'è stato capogruppo, della 4ª Commissione Difesa, della 6ª Commissione Finanze, della Commissione parlamentare d'inchiesta sulla tutela dei consumatori e degli utenti, della Giunta delle elezioni della Camera e del Comitato per la legislazione, dov'è stato vicepresidente dal 6 settembre 2022 sino al termine della legislatura.
Nel corso della XVIII legislatura è stato proponente e primo firmatario delle seguenti proposte di legge:
-  A.C. 1524 sulla prevenzione e contrasto del bullismo e del cyber bullismo, approvata dalla Camera dei Deputati il 29 gennaio 2020.
- A.C. 2449 sulla Giustizia riparativa e mediazione penale minorile, prima proposta di legge di iniziativa parlamentare su questo tema.
- A.C. 2731 con l’obiettivo di rendere più comprensibile ad ogni cittadino il contenuto delle leggi e degli atti aventi forza di legge.
- A.C. 3088 in materia di abilitazione all’esercizio della professione di guida turistica.
- A.C. 3574 sulla correlazione tra gli abusi sugli animali e la violenza sulle persone.
Con un suo emendamento al Decreto Rilancio (Decreto legge n.34 del 19 maggio 2020) è stato attribuito il titolo di Capitale italiana della cultura alle città di Bergamo e Brescia per l’anno 2023.
Il 7 aprile 2021, a supporto dell’attività parlamentare culminata con l’approvazione di una Risoluzione in Commissione, lancia assieme all’attore Alessio Boni la campagna social #SalviamoilLagodIseo, con l’obiettivo di tenere alta l’attenzione pubblica sul rischio di una frana sul Monte Saresano a Tavernola Bergamasca.
Il 12 luglio 2021 abbandona il Movimento 5 Stelle e aderisce al gruppo parlamentare di Liberi e Uguali (LeU).
Il 23 gennaio 2022  s'iscrive ad Europa Verde, contribuendo a creare la componente parlamentare " Europa Verde-Verdi europei" il 10 febbraio 2022.
Al termine della XVIII legislatura risulta il quarto deputato - su 630 - più presente in Aula, partecipando al 98,13% delle votazioni totali.
Alle elezioni politiche anticipate del 2022 viene ricandidato alla Camera, tra le liste di Alleanza Verdi e Sinistra nel collegio plurinominale Lombardia 2 - 02, venendo rieletto a Montecitorio.
Nella XIX legislatura è componente della 2ª Commissione Giustizia, Commissione parlamentare d'inchiesta sulla morte di David Rossi e sui fatti accaduti presso la comunità "Il Forteto", della Commissione parlamentare per l'infanzia e l'adolescenza, vicepresidente della Giunta per le autorizzazioni e del Comitato parlamentare per i procedimenti di accusa, oltre a farsi proponente e primo firmatario delle seguenti proposte di legge:
- A.C. 468 in materia di prevenzione dei processi di correlazione tra gli abusi sugli animali e la violenza contro le persone. XIX Legislatura -  Lavori - Progetti di legge - Scheda del progetto di legge
- A.C. 469 in materia di abilitazione all’esercizio della professione di guida turistica. XIX Legislatura -  Lavori - Progetti di legge - Scheda del progetto di legge
- A.C. 536 sulla prevenzione e contrasto del bullismo e del cyberbullismo, che riproduce il testo già approvato alla Camera dei Deputati nella precedente legislatura. XIX Legislatura -  Lavori - Progetti di legge - Scheda del progetto di legge
- A.C. 694 in materia di riconoscimento della funzione dell’avvocato in Costituzione; XIX Legislatura -  Lavori - Progetti di legge - Scheda del progetto di legge
- A.C. 724 per l'abrogazione della figura del Commissario straordinario per il sistema di collettamento e depurazione delle acque nella sponda bresciana del Lago di Garda. XIX Legislatura -  Lavori - Progetti di legge - Scheda del progetto di legge
- A.C. 876 per l’istituzione di un Portale unico dei processi telematici. XIX Legislatura -  Lavori - Progetti di legge - Scheda del progetto di legge
- A.C. 1062 in materia di spese di giustizia e patrocinio a spese dello Stato. XIX Legislatura -  Lavori - Progetti di legge - Scheda del progetto di legge
- A.C. 1201 in materia di patrocinio a spese dello Stato per i beneficiari di amministrazione di sostegno. XIX Legislatura -  Lavori - Progetti di legge - Scheda del progetto di legge
- A.C. 1359 per l’istituzione della sezione disciplinare del Consiglio nazionale forense. XIX Legislatura -  Lavori - Progetti di legge - Scheda del progetto di legge
- A.C. 1530 in materia di patrocinio a spese dello Stato per i discendenti minorenni ovvero inabili al lavoro vittime del reato di violazione degli obblighi di assistenza familiare. XIX Legislatura -  Lavori - Progetti di legge - Scheda del progetto di legge
- A.C. 1914 per l'istituzione della Giornata nazionale della memoria del genocidio dei rom e dei sinti durante la seconda guerra mondiale. XIX Legislatura -  Lavori - Progetti di legge - Scheda del progetto di legge
- A.C. 2167 per vietare il possesso, l'uso e la vendita dei botti di Capodanno. XIX Legislatura -  Lavori - Progetti di legge - Scheda del progetto di legge
- A.C. 2182 in materia di garanzia della condizione giuridica del civile. XIX Legislatura -  Lavori - Progetti di legge - Scheda del progetto di legge
- A.C. 2453 per l’istituzione di un permesso retribuito per i casi di malattia o morte dell’animale di affezione. XIX Legislatura -  Lavori - Progetti di legge - Scheda del progetto di legge
È il primo firmatario e proponente della legge n.70 del 2024, per la prevenzione e il contrasto del bullismo e del cyberbullismo, entrata in vigore il 14 giugno 2024.
Il 10 aprile 2024 viene premiato presso l'Università Luiss Guido Carli di Roma nel contesto della prima edizione dell'Italian Politics Awards per il suo impegno nel rafforzare la legislazione antibullismo, con la menzione speciale nella categoria "Sostenibilità e Diritto al Futuro".
Ha proposto e ottenuto l'installazione di una panchina gialla antibullismo presso la Camera dei Deputati, inaugurata il 7 febbraio 2023 presso il Cortile di Palazzo Valdina.
Il 24 aprile 2024 interviene alla Camera lanciando la proposta di dedicare a Giacomo Matteotti, nel centenario del suo assassinio, il seggio dal quale il 30 maggio 1924 Matteotti pronunciò il suo ultimo discorso col quale denunciò i brogli elettorali da parte dei fascisti. Durante la cerimonia del centenario del 30 maggio 2024, alla presenza del Presidente della Repubblica Mattarella, il seggio 14 della Camera dei Deputati viene per sempre assegnato a Giacomo Matteotti. 
Membro della Direzione nazionale di Europa Verde, e il 22 ottobre 2023 viene eletto segretario regionale di Europa Verde-Verdi della Lombardia.